# Lavochkin La-7
El Lavochkin La-7 (en ruso: Ла-7, designación OTAN: Fin) fue un caza monomotor de ala baja fabricado por la oficina de diseño soviética Lavochkin durante los años 40 a partir del Lavochkin La-5, siendo el último de una serie de aviones iniciada por el LaGG-1, y que entró en servicio en la Fuerza Aérea Soviética, participando en la Segunda Guerra Mundial.

## Diseño y desarrollo

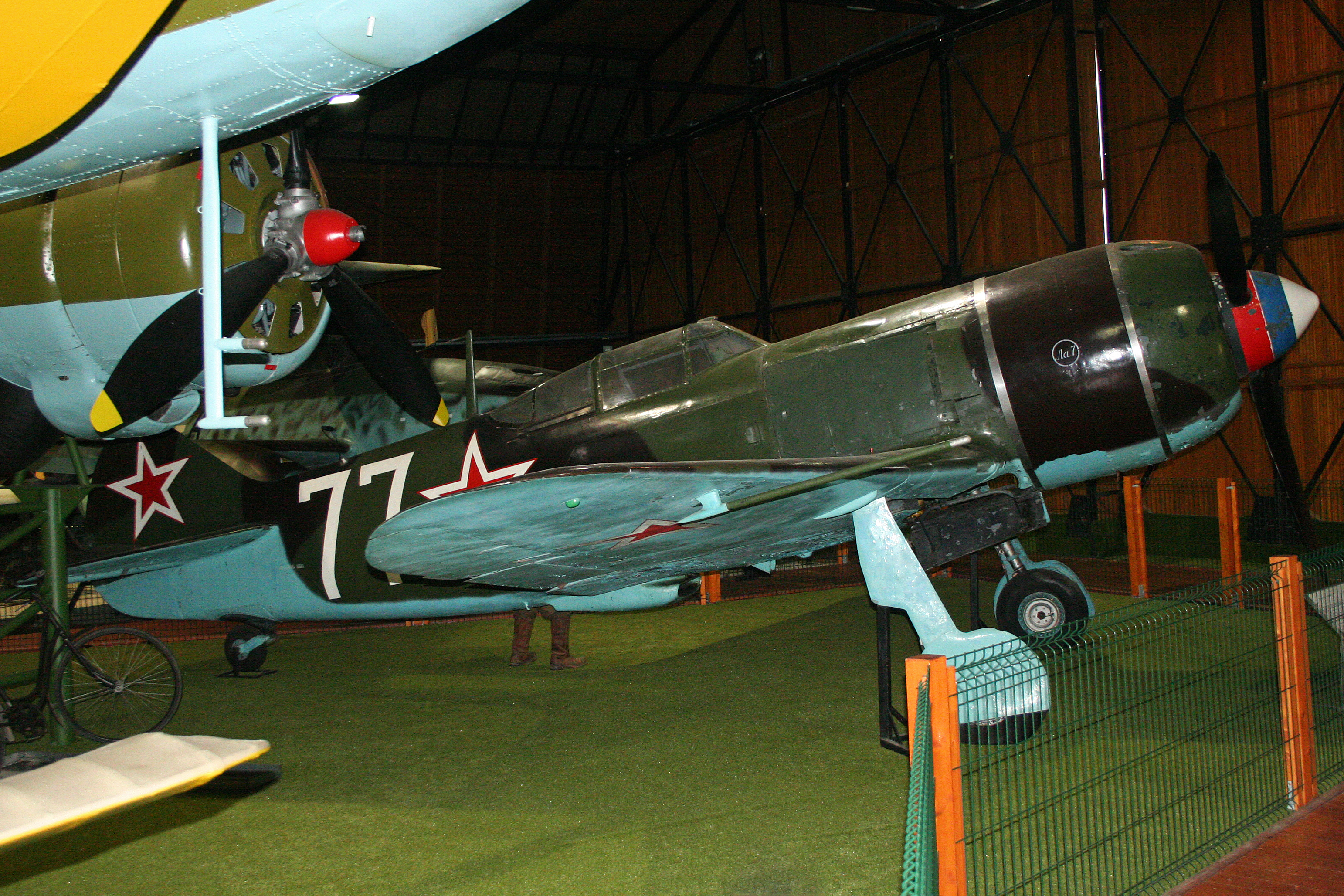
En exhibición en el hangar de la Segunda Guerra Mundial. Museo Kbely, República Checa.

En 1943, el Lavochkin La-5 era la base de la Fuerza Aérea Soviética. Tanto el jefe de diseño, Semión Lavochkin como los ingenieros del TsAGI (Instituto Central de Aerohidrodinámica - Централный Аерогидродинамический Институт), habían contribuido a su perfecionamiento. El LaGG-1 fue diseñado en un momento en que era una prioridad la conservación de materiales estratégicos como las aleaciones aéreas, y la estructura fue construida casi en su totalidad de contrachapado. Una vez que los estrategas soviéticos pudieron confiar en que el suministro de materiales estratégicos no sería un problema, Lavochkin empezó a reemplazar grandes partes de la estructura (incluyendo los largueros de las alas) con estos materiales. Otros cambios menores incrementaron las prestaciones del aparato. El prototipo, designado internamente La-120 por Lavochkin, voló en noviembre de ese mismo año, y fue rápidamente puesto en producción, entrando en servicio la siguiente primavera.

## Historia operacional

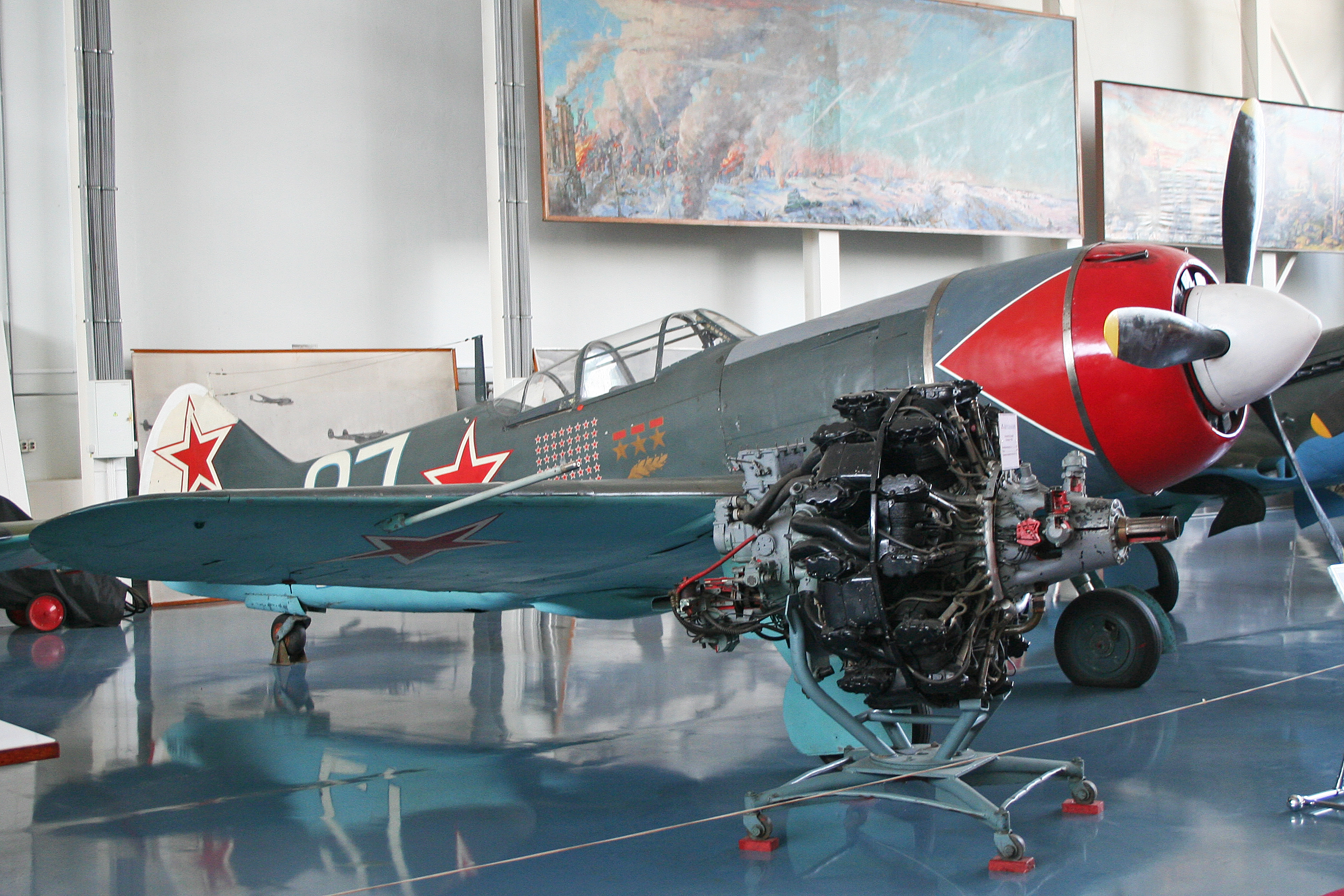
Un La-7 con un motor Shvetsov ASh-82FN.

El Lavochkin La-7 consiguió por méritos propios un impresionante registro de combate al final de la guerra, y fue pilotado por uno de los dos máximos ases de la aviación soviética en el conflicto: Ivan Kozhedub. Realizaba un giro completo en 19-21 segundos.
El avión también sirvió de banco de pruebas para avanzados sistemas de propulsión, incluyendo cohetes auxiliares instalados en la sección trasera del fuselaje, alimentados por combustible líquido (La-7R), con dos pulsorreactores colocados debajo de las alas (La-7D) y dos estatorreactores bajo las alas (La-126). Ninguna de estas variantes alcanzó sus objetivos, y la tecnología del turborreactor la superó rápidamente.
El La-7 fue el primer caza soviético en derribar a un Messerschmitt Me 262, efectuado por Ivan Kozhedub el 19 de febrero de 1945 sobre Alemania.
El total de La-7 producidos alcanzó la cifra de 5.753 aviones, incluyendo algunos aviones de entrenamiento La-7UTI. Estos aviones estuvieron en servicio después de finalizar la guerra, y la OTAN les dio el nombre de Fin. El siguiente modelo fue el Lavochkin La-9, que a pesar de su apariencia similar, era un diseño totalmente distinto.

## Variantes

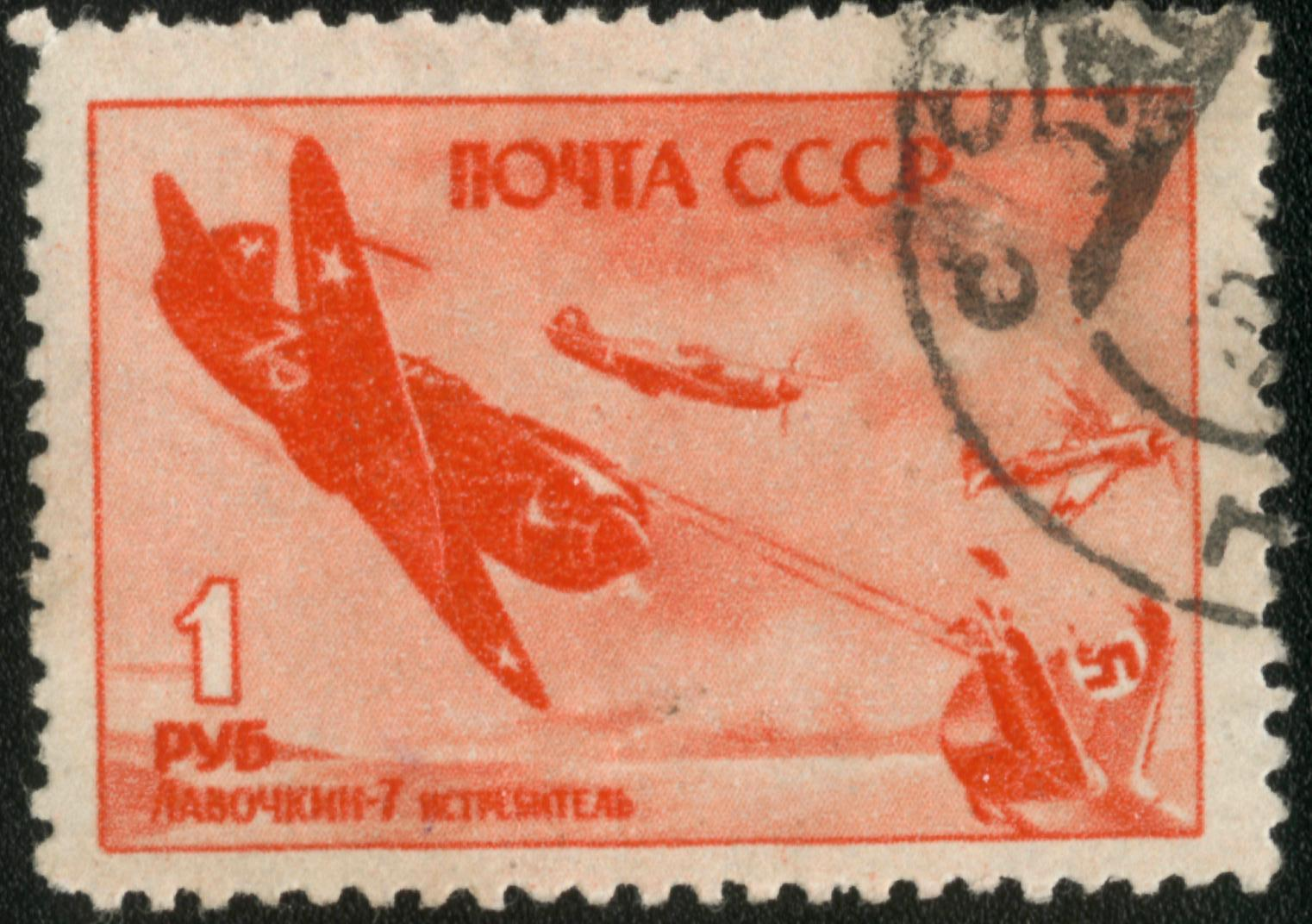
Sello soviético de 1945 representando un Lavochkin La-7 en acción.

La-7D
Banco de pruebas de pulsorreactores.
La-7R
Banco de pruebas de cohete con alimentación líquida colocado en la cola.
La-7S
Banco de pruebas de estatorreactores.
La-7TK
Un La-7 probado con dos TK-3 turbocargados instalados.
La-7UTI
Versión de entrenamiento biplaza.

## Usuarios
Checoslovaquia
- Fuerza Aérea Checoslovaca

 China
- Fuerza Aérea del Ejército Popular de Liberación

 Corea del Norte
- Fuerza Aérea Norcoreana

 Rumania
- Fuerza Aérea Rumana

 Unión Soviética
- Fuerza Aérea Soviética

## Especificaciones
Referencia datos: Soviet Airpower in World War 2

### Características generales
- Tripulación: Uno (piloto)
- Longitud: 8,6 m
- Envergadura: 9,8 m
- Altura: 2,54 m
- Superficie alar: 17,59 m²
- Peso vacío: 2638 kg
- Peso cargado: 3315 kg
- Planta motriz: motor radial de 14 cilindros en dos filas refrigerado por aire Shvetsov ASh-82FN.
  - Potencia: 1380 kW (1850 hp) cada uno.
- Hélices: tripala VISh-105V-4

### Rendimiento
- Velocidad nunca excedida (Vne): 661 km/h a 6000 m (19 685 pies)
- Alcance: 665 km (modelo de 1944)
- Techo de vuelo: 10 450 m (34 280 pies)
- Régimen de ascenso: 15,72 m/s (3095 ft/min)

  - Tiempo a altitud: 5,3 minutes a 5000 m (16 404 pies)

### Armamento
- Cañones: 

  - 2x ShVAK de 20 mm sobre el capó con 200 disparos por arma o
  - 3x Berezin B-20 de 20 mm sobre el capó con 100 disparos por arma
- Bombas: 

  - 200 kg

### Desarrollos relacionados
- Lavochkin-Gorbunov-Goudkov LaGG-1
- Lavochkin-Gorbunov-Goudkov LaGG-3
- Lavochkin La-5

### Aeronaves similares
- Focke-Wulf Fw 190
- Republic P-47 Thunderbolt
- Kawasaki Ki-100
- Hawker Sea Fury
- Hawker Tempest
- Yakovlev Yak-3U

### Secuencias de designación
- Aviones de caza de Lavochkin: LaGG-1 • LaGG-3 • La-5 • La-7 • La-9 • La-11 • La-15

### Listas relacionadas
- Anexo: Cazas de la Segunda Guerra Mundial